# Nordeste do Arizona
O Nordeste do Arizona é uma região do estado do Arizona, EUA. Compreende dois condados:Apache e Navajo. Cidades importantes que existem na região são: St. Johns, Eagar, Show Low, Holbrook,Winslow, Window Rock, Fort Defiance, Ganado, Chinle e Kayenta.
É local de várias reservas indígenas, incluindo todas da Reserva Indígena Zuni e grande parte da Reserva Indígena Hopi, Nação Navajo e da Reserva Indígena Fort Apache. A paisagem acidentada do deserto têm sido habitado por índios desde a construção do que é agora as ruínas do Monument Valley, Navajo National Monument e Canyon de Chelly National Monument.
O Nordeste do Arizona é árido, livre de vegetações e caracterizado pela presença de colinas, mesas, penhascos e cânions. Os ventos das planícies rochosas do Parque Nacional da Floresta Petrificada exibem partes do estéril e magnífico Deserto Pintado, como também pinturas rupestres preservadas por nativos americanos.
O Nordeste do Arizona é lar da Floresta Nacional de Apache-Sitgreaves e do Four Corners Monument.